# Municipio de Lake (condado de Wright)
El municipio de Lake (en inglés: Lake Township) es un municipio ubicado en el condado de Wright en el estado estadounidense de Iowa. En el año 2010 tenía una población de 326 habitantes y una densidad poblacional de 3,45 personas por km².

## Geografía
El municipio de Lake se encuentra ubicado en las coordenadas 42°46′33″N 93°47′39″O / 42.77583, -93.79417. Según la Oficina del Censo de los Estados Unidos, el municipio tiene una superficie total de 94.42 km², de la cual 94,42 km² corresponden a tierra firme y (0 %) 0 km² es agua.

## Demografía
Según el censo de 2010, había 326 personas residiendo en el municipio de Lake. La densidad de población era de 3,45 hab./km². De los 326 habitantes, el municipio de Lake estaba compuesto por el 86,2 % blancos, el 1,84 % eran amerindios, el 0,31 % eran asiáticos, el 10,43 % eran de otras razas y el 1,23 % eran de una mezcla de razas. Del total de la población el 18,1 % eran hispanos o latinos de cualquier raza.